# Парни из Эссекса
«Парни из Эссекса» (англ. Essex Boys) — криминальный триллер режиссёра Терри Уинзора. В главных ролях снимались Шон Бин и Алекс Кингстон.
Сюжет фильма основан на Реттендонских убийствах, произошедших в декабре 1995 года.

## Сюжет
Преступник Джейсон Лок, проведший 5 лет в тюрьме за вооружённое ограбление, возвращается в родной Эссекс. Джейсон начинает работать на местного дельца Питера Чейза, а на Джейсона в свою очередь работает Билли, молодой водитель, от лица которого ведётся повествование в фильме. Постепенно Билли увязает в криминальной жизни Эссекса и становится соучастником многочисленных преступлений Джейсона Лока.

## В ролях
- Шон Бин — Джейсон Лок
- Алекс Кингстон — Лиза Лок
- Чарли Крид-Майлз — Билли Рейнольдс/рассказчик
- Том Уилкинсон — Джон Дайк
- Гарет Милн — Чиппи
- Билли Мюррей — Перри Эллей
- Ларри Лэмб — Питер Чейз
- Майкл Маккелл — Уэйн Лоуэлл
- Холли Дэвидсон — Сьюзи Уэлч
- Теренс Ригби — Генри Хоббс
- Салли Хёрст — Беверли
- Гэри Лав — детектив
- Амелия Лауделл — Николь
- Джордж Джакос — Кири Кристос

## Производство
Съемки проходили с 28 февраля по 26 апреля 1999 года. Основным местом съёмок стало графство Эссекс, в частности, город Саутенд-он-Си.

## Художественные особенности
Эндрю Спайсер в своей книге Film Noir упомянул фильм как «целиком нуарный рассказ об обмане и предательстве».
Майкл Томсон из BBC считает, что Уинзор, работая над «Парнями из Эссекса», вдохновлялся фильмом «Славные парни» (1990).